# Unguja
Unguja (swahili for Zanzibar) er den største og mest befolkede ø i øgruppen Zanzibar.

## Geografi
Unguja er en kuperet ø, omtrent 85 km lang (nord-syd) og 30 km bred (øst-vest) på det bredeste, med et samlet areal på ca. 1.658  km². Den ligger i den sydlige del af Zanzibararkipelaget i Det Indiske Ocean, 59 km syd for den næst største ø i øgruppen, Pemba. Unguja er adskilt fra Tanzania mod vest, af Zanzibarkanalen.
Unguja er omgivet af en række mindre øer og holme, men kun to af dem, Tumbatu og Uzi, er beboet. Andre mindre øer rundt omkring Unguja er Bawe, Chapwani, Changuu, Chumbe, Kizingo, Kwale, Latham, Mautani, Miwi, Mnemba, Mwana wa Mwana, Nianembe, Popo, Pungume og Ukanga.

## Politik
Unguja og de omkringliggende øer er inddelt i tre regioner: Unguja Kusini (Syd-Zanzibar) med regionhovedstaden Koani, Unguja Kaskazini (Nord-Zanzibar) med regionhovedstaden Mkokotoni), og Unguja Mjini Magharibi (Vest-Zanzibar) med regionhovedstaden Zanzibar by).
Zanzibar er en del af Tanzania med en høj grad af autonomi. Den lokale regering holder til i Stenbyen på Zanzibar, den gamle bydel i Zanzibar by, på vestkysten af Unguja.

## Befolkning
Ifølge folketællingen i 2002 var indbyggertallet på Unguja 620.957 mennesker, hvoraf de fleste bor i regionen Unguja Mjini Magharibi.
Den største by er hovedstaden Zanzibar by. Andre større byer er Mbweni, Mangapwani, Chwaka, og Nungwi.
Det mest anvendte sprog på øen er kiunguja («Ungujas sprog»), som er en dialekt af swahili.

## Økonomi
Unguja er øen i Zanzibar som har den mest udviklede turistindustri. Dette udgør en betydelig del af Ungujas økonomi. Landbrug (inkluderet produktion af krydderier som nellike) og fiskeri er andre vigtige indtægtskilder. De fleste landsbyer langs østkysten baserer sig i stor grad på dyrkning af tang.

## Eksterne kilder og henvisninger
1. ↑  "Tanzania Census 2002 : Analytical Report, vol. X" (PDF). National Bureau of Statistics. august 2006.

6°8′S 39°20′Ø / 6.133°S 39.333°Ø